# Łoswida (stacja kolejowa)
Łoswida (biał. Лосвіда, ros. Лосвида) – stacja kolejowa w miejscowości Sauczonki, w rejonie witebskim, w obwodzie witebskim, na Białorusi. Położona jest na linii Newel - Jeziaryszcza - Witebsk.

## Historia
Stacja powstała w czasach carskich na linii z Petersburga do Witebska, pomiędzy stacjami Horodek i Witebsk.